# Metaphycus hubai
Metaphycus hubai är en stekelart som beskrevs av Hoffer 1969. Metaphycus hubai ingår i släktet Metaphycus och familjen sköldlussteklar.
Artens utbredningsområde är:
- Slovakien.
- Portugal.

Inga underarter finns listade i Catalogue of Life.